# محمد عبد المقصود
محمد عبد المقصود محمد عفيفي (26 شعبان 1366هـ الموافق 14 يوليو 1947 بالمنوفية -) فقيه ومن مشايخ التيار السلفي في مصر. تخرج من كلية الزراعة ثم حصل على درجة الماجستير والدكتوراه من كلية الزراعة بجامعة الأزهر. وكان يعمل أستاذاً متفرغاً بمعهد البحوث الزراعية قسم وقاية النباتات حتى انقلاب 2013.[بحاجة لمصدر]

## مواقفه السياسية

### الهيئة الشرعية للحقوق والإصلاح
يعتبر الدكتور محمد عبد المقصود النائب الأول للهيئة الشرعية للحقوق و الإصلاح، التي تشكلت في 5 يوليو 2011، وضمت عددًا من شيوخ الأزهر والدعوة السلفية وجماعة الإخوان المسلمين.

### في عهد محمد مرسي
- أيد الشيخ ترشيح الدكتور محمد مرسي في انتخابات الرئاسة المصرية 2012.[3]
- شارك في مؤتمر دعم سوريا الذي عُقد برعاية الرئيس السابق محمد مرسي.[4]

### بعد انقلاب 3 يوليو
- شارك في اعتصام رابعة العدوية في مصر بعد انقلاب 3 يوليو وألقي العديد من الكلمات علي منصة الاعتصام.[5]
- هاجم أعضاء حزب النور ويصفهم بـ«منافقين برهاميين لا سلفيين» بسبب دعم الحزب للانقلاب، وظهور أحد أعضاء الحزب في بيان 3 يوليو.[6]
- سافر إلى تركيا بعد فض اعتصامي رابعة العدوية والنهضة.
- قدم برنامجًا للفتاوى علي قناة رابعة الفضائية ثم علي قناة الثورة الفضائية.[7]
- أصدرت محكمة مصرية حكمًا بإعدامه غيابيًا في قضية قطع طريق قليوب.[8]

## قالوا عنه
- قال الشيخ حسن أبو الأشبال الزهيرى: «ثلاثة لو أقسمت أنهم طلبوا العلم بإخلاص ما حنثت هم فضيلة شيخنا وفضيلة الشيخ محمد عمرو وفضيلة الشيخ محمد بن إسماعيل المقدم»
- أثني عليه الشيخ أبو إسحاق الحويني وعلي عقيدته السلفية
- قال عنه الشيخ محمود المصري: «الجبل المتواضع العالم الرباني الذي ملأ الدنيا علما وفقها وتواضعا تالله إني لأحبك في الله»[9]

## دروسه
ألقي دروسًا عديدة من بينها:
- دروسًا في أصول الفقه من كتاب مذكرة أصول الفقه على روضة الناظر للعلامة ابن قدامة تأليف الشيخ محمد الأمين بن المختار الشنقيطي.
- دروسًا في الفقه من كتاب الدراري المضية شرح الدرر البهية كلاهما للإمام الشوكاني.
- شرح كتاب الكبائر للحافظ الذهبي
- أحكام الجنائز

## شارك في مؤتمرات عديدة منها
1. مؤتمر مسجد الإيمان بنيويورك
2. مؤتمر مسجد مدرسة النور بنيوجرسي
3. مؤتمر مسجد التوحيد بنيوجرسي
4. مؤتمر الإيانة بواشنطن

كما زار الإمارات وقطر والكويت وغيرها من البلاد في رحلات دعوية إلى الله.

## وصلات خارجية
- صفحته على موقع طريق الإسلام